# 桑田秀延
桑田 秀延（くわだ ひでのぶ、1895年2月28日 - 1975年4月16日）は、日本基督教団の神学者、牧師。東京神学大学初代学長、フェリス女学院長。

## 生涯
香川県香川郡由佐村生まれ。実家は農家。1911年（明治44年）に高松教会で洗礼を受ける。高松中学校を経て1918年（大正7年）明治学院神学部卒。アメリカに渡り、オバーリン大学、ハーバード大学で学ぶ。1922年（大正11年）に米国長老教会サンフランシスコ中会で按手礼を受けた。
帰国後の1924年（大正13年）に明治学院神学部教授、1930年（昭和5年）日本神学校教授、1944年（昭和19年）日本東部神学校および日本基督教神学専門学校校長を経て、1949年（昭和24年）に東京神学大学初代学長となる。1953年（昭和28年）「基督教神学概論」で京都大学より文学博士を受けた。
1967年（昭和42年）退職後フェリス女学院院長を務めた。カール・バルトの著作を翻訳するなど日本のバルト主義者（新正統主義）として知られる。
宮城遥拝、国民儀礼などの天皇に対する崇敬、神社参拝は、キリスト教信仰と矛盾しないと主張した。「我々キリスト者は天父に対する信仰と矛盾なく、日本の神に対し得、日本国民として心から崇敬の誠を之等の神々に捧げることが出来る。」「日本の神への崇敬とキリストの天父への信仰とは、何ら矛盾せずともあり得る」という。
日本キリスト教協議会（NCC）の『キリスト教大事典』編集委員長を務めた。

## 著作
- 『基督教の本質』基督教教程叢書 日独書院邦文部 1932
- 『弁証法的神学』基督教思想叢書刊行会 1933年
- 『神学と宗教々育』日本基督教会日曜学校局（日曜学校パンフレット）1935年
- 『伝道の神学』基督教文庫第　長崎書店 1936年
- 『使徒信条十二講』日本基督教会日曜学校局（日曜学校パンフレット） 1940年
- 『基督教神学概論』長崎書店 1941年
- 『キリスト教の大意』香柏書房 1949
- 『キリスト教の人生論 神と人との出会い』講談社現代新書 1968
- 『桑田秀延全集』全7巻　キリスト新聞社

第1巻 (基督教神学概論)1976
第2巻 (弁証法的神学,基督教の本質)1975
第3-4巻 (神学論文集) 1975
第6巻 (キリスト教信仰への手引) 1975
第7巻 (説教・評論・随筆) 1976

### 共編著
- 『キリスト教読本』編 学芸社 教養読本シリーズ 1950
- 『基督教講座』全10巻 編 新教出版社 1951-53
- 『禅とキリスト教 対話』山田霊林共著 潮文社 1967

### 翻訳
- デイ・エス・ケアーンズ『基督教信仰の合理性』日本基督教興文協会 1925年
- ジョン・ベイリー『基督教の中心問題』長崎書店 1931年
- 『キェルケゴール選集』第2巻「基督教に於ける訓練-彼の基督教観の精髄」改造社 1935年
- カール・バルト『我れ信ず』基督教思想叢書刊行会 1936年